# Ploceus subpersonatus
El tejedor de Loango (Ploceus subpersonatus) es una especie de ave paseriforme de la familia Ploceidae propia de África central.
Se encuentra en Angola, República del Congo, República Democrática del Congo y Gabón. Sus hábitats naturales son los bosques secos, sabanas secas, y pantanos tropicales.
Se encuentra amenazada por pérdida de hábitat.
Se estima su población entre 2.500 y 10.000 ejemplares, por lo que se la considera una Especie Vulnerable